# Idioma apache kiowa
El idioma apache kiowa es una lengua apacheana hablada por los apaches de las Praderas. Este pueblo indígena vive principalmente en el centro de Oklahoma (Estados Unidos). 

## Clasificación
El apache kiowa es también conocido como apache de las Praderas. Es una lengua que forma parte del grupo de lenguas apacheanas, dentro de las lenguas atabascanas en la familia lingüística na-dené. La lengua apache kiowa presenta notables diferencias con otros idiomas apacheanos, por lo que se supone que abandonaron el urheimat del grupo antes que otros pueblos apacheanos. Se calcula que la separación del apache kiowa y el resto de las lenguas apacheanas ocurrió alrededor del año 1300 de la era común. Es una lengua al borde de la extinción, con sólo 18 hablantes registrados en el censo estadounidense de 1990.